# Lia (chanteuse japonaise)
Pour les articles homonymes, voir Lia.
Lia est une chanteuse et auteure-compositrice japonaise. Elle est connue pour avoir chanté les thèmes de générique de début et de fin de deux visual novels de Key : Air et Tomoyo After: It's a Wonderful Life. Elle chante également pour le thème du MMORPG Rising Force Online, intitulé The Force of Love. Elle a également chanté des chansons eurobeat de l'anime Initial D intitulées All Around et Sky High, produit par Avex Trax. Elle prête également sa voix pour un Vocaloid publié le 27 janvier 2012.

## Carrière
À ses débuts, Lia est membre d'un groupe de production japonais de trance et techno appelé I've Sound entre 2001 et 2003, dans lequel elle chante Disintegration. Elle signe avec le label Key Sounds Label en 2001, et Pony Canyon en 2004. Lia a produit quatre albums dans le genre happy hardcore. En 2007, le single TORCH issu de l'album Toki wo Kizamu Uta atteint la 3e place du Oricon.
Lia chante a également chanté pour des animes et jeux vidéo comme dans le MMORPG Rising Force Online. En 2010, My Soul, Your Beats!/Brave Song, en collaboration avec Aoi Tada, atteint la 35e place des meilleurs singles vendus au Japon avec 147 479 exemplaires.

## Biographie
Lia parle aussi bien anglais que japonais. Le 1er juillet 2009, Lia annonce sur son blog s'être mariée et être enceinte,. Elle donne naissance à une petite fille, le 31 janvier 2010.

## Discographie

### Albums
1. prismatic, sorti le 25 juin 2004
2. Colors of Life, sorti le 25 mai 2005
3. gift, sorti le 29 décembre 2005
4. dearly, sorti le 1er novembre 2006

### Albums happy hardcore
1. enigmatic LIA, sorti le 22 septembre 2005
2. enigmatic LIA 2, sorti le 16 février 2007
3. enigmatic LIA 3, sorti le 1er avril 2009

### Autres chansons
- Tori no uta (thème de générique de début d'Air)
- Farewell song (thème de générique de fin d'Air)
- Natsukage (Air)
- Aozora (Air)
- All Around / Sky High (Initial D 4th Stage)
- Ana (Clannad)
- Light colors (thème de générique de début du spin-off de Clannad, le visual novel Tomoyo After)
- Life is like a Melody (thème de générique de fin de Tomoyo After)
- The Force of Love (thème du jeu RF Online)
- Girls Can Rock / Feel Like A Girl (School Rumble ni gakki)
- HORIZON (dans Beatmania IIDX 11: IIDX RED, produit par Kosuke Saito aka kors k)
- TORCH (thème de générique de fin de Clannad : After Story)
- Toki wo kizamu uta (thème de générique de début de Clannad : After Story)
- My Soul, Your Beats! (thème de générique de début de Angel Beats!)
- Mado Kara Mieru (de Christopher Tin, avec Aoi Tada et Kaori Omura)
- Days (générique de fin de Mekaku City Actors)
- Bravely you (générique de début de Charlotte)
- Kizunairo (générique de Fortune Arterial: Akai Yakusoku (en))